# Francis Temperville
Francis Temperville est un docteur en physique nucléaire et un espion d'origine française qui a été recruté par le KGB.
En tant que docteur en physique nucléaire, il travaillait au centre d'études militaires de Limeil-Brévannes du Commissariat à l'énergie atomique (CEA). Parallèlement à son activité au CEA, Francis Temperville met son haut niveau de connaissance au service d'élèves qui souhaitent améliorer leurs résultats scolaires par des cours particuliers, en étant prof de maths pour BTS à HEIG de Noisy-le-Grand, puis en montant une école de prépa, Icosup, dans la région des Ulis.[réf. nécessaire]

## Affaire des «Pétales de Roses»
En 1987, alors étudiant en 3e cycle de physique nucléaire, Francis Temperville est repéré par les renseignements russes qui prennent contact avec lui via une annonce de cours particuliers qu'il proposait. Sergueï Jmyrnev, alias Serge est espion russe et deuxième secrétaire à l'ambassade soviétique à Paris se fait passer pour un élève souhaitant suivre des cours particuliers et ainsi pouvoir récupérer des informations sensibles moyennant des sommes allant de 2 000 FF à 4 000 FF.
Pendant les années 1989 et 1990, il vend 96 documents classifiés « secret défense » aux services de renseignements russes ainsi que des synthèses sur des tirs expérimentaux de Mururoa et une quinzaine de plans d'armes nucléaires françaises à son correspondant.
En 1990, il est licencié du CEA pour kleptomanie et pour avoir notamment volé des fournitures de bureau et envoyé des colis à sa mère via les services du CEA.
À la suite de la défection, en 1992, d'un officier de renseignement travaillant à l'ambassade de Russie à Paris, Victor Otchenko, Francis Temperville est arrêté ainsi que deux autres Français. Par la suite, il admet avoir reçu 160 000 FF de la part du KGB, mais aux dires de l'officier russe, l'opération leur aurait coûté 2 000 000 FF.
Il est condamné le 30 octobre 1997 à neuf ans de prison pour « trahison » par la Cour d'assises spéciale de Paris.
Cette affaire est également connue sous le nom de « Pétales de Roses ». L'officier traitant russe disposait des pétales de roses à un endroit convenu où passait régulièrement Temperville. Cela signifiait une demande de rencontre à un endroit et une heure convenus d'avance.